# Angola világörökségi helyszínei
Angola területéről eddig egy helyszín került fel a világörökségi listára, és további tizenhárom helyszín a javaslati listán várakozik felvételre.
| | Mbanza-Kongo óvárosa |
| Felvétel: 2017 |                      |
| Kulturális (III)(IV) |                      |
| Hivatkozás: 1511, védett terület: 89,29 ha, pufferzóna: 622,19 ha |                      |
| Mbaza-Kongo, mely 570 méter magasságban, egy fennsíkon fekszik, a 14. és a 19. század között fennálló Kongói Királyság politikai és spirituális központja volt. A Kongói Királyság egyike volt a legnagyobb államoknak Afrika déli felében. A történelmi városközpont a király lakhelye, a hozzá tartozó udvar, az uralkodócsalád temetkezési helye és a szent fa körül alakult ki. Amikor a portugálok megérkeztek, a 15. században megváltozott a városkép, a hódítók európai módon kőből készült épületeket emeltek a hagyományos anyagokból és technikával készült korábbi épületek mellé. A teljes szubszaharai térségben itt figyelhető meg legjobban az a jelentős változás, amelyet a kereszténység elterjedése és a portugálok érkezése okozott Közép-Afrikában. |                      |

## Elhelyezkedése
| Mbanza-Kongo · |

| Megnevezés                         | Kép | Típus      | Kritérium       | Év   | Link |
| ---------------------------------- | --- | ---------- | --------------- | ---- | ---- |
| Kwanza folyó kultúrtáj             |     | Vegyes     | III, V, VI, VII | 2017 | 6250 |
| Tchitundu-Hulu régészeti helyszíne |     | Kulturális | III, V          | 2017 | 6251 |
| Cuito Cuanavale                    |     | Kulturális | III, VI         | 2017 | 6252 |